# .ws
Pour les articles homonymes, voir WS.
.ws est le domaine de premier niveau national (country code top level domain : ccTLD) réservé aux Samoa, pour Western Samoa, nom officiel du pays jusqu'en 1997.

## Détournement de l'extension .ws à des fins commerciales
Depuis quelques années on note une utilisation principale du nom de domaine dans les commerces offshore sur Internet, en effet la loi Samoane est parmi les plus souples qui existent dans le Pacifique.
Le .ws est géré comme le .net par une entreprise privée, Global Domains International (GDI), qui gère en exclusivité cette extension selon un contrat signé avec le gouvernement samoan pour ensuite la revendre via un réseau de revendeurs. Il a la particularité de pouvoir intégrer des émojis dans le nom de domaine.